# Люмпен

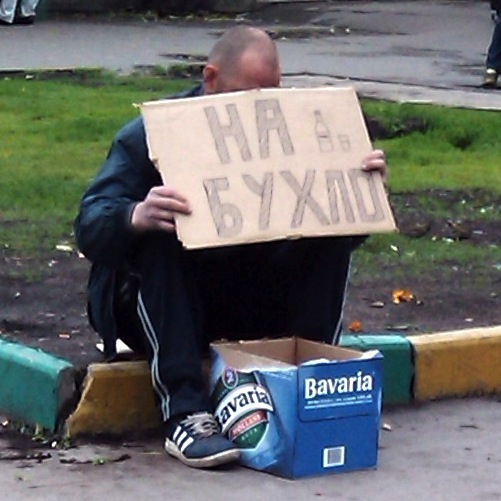
Типичный представитель современного городского люмпена: алкоголик-попрошайка, чаще всего — БОМЖ

Лю́мпен (нем. Lumpen — «лохмотья», Lump — «неряшливый», лю́мпены, лю́мпен-пролетариа́т или люмпенизи́рованный пролетариа́т, нем. Lumpenproletariat) — термин, введённый Карлом Марксом для обозначения групп населения, изгнанных или исключённых из общества; экономически деклассированные слои населения (бродяги, нищие, уголовные элементы и другие асоциальные личности). В типичном случае люмпен — это лицо, не имеющее никакой собственности и профессии, живущее случайными заработками или пользующееся государственными социальными пособиями в различных формах.
Люмпены — деклассированные элементы, люди без социальных корней, нравственного кодекса, готовые безрассудно повиноваться сильному, то есть обладающему в данный момент реальной властью.
Деклассированные элементы в советской и постсоветской социологии — члены общества, которые не принадлежат ни к какому существующему социальному классу.
К ним относят хронически безработных и заключённых тюрем, психически больных, нищих, бродяг, представителей других подобных групп населения, лично не участвующих в общественном разделении труда в силу различных причин. Следует подчеркнуть то, что занятие «нравственно сомнительными» профессиями: такими как проституция, участие в ОПГ, исполнение заказных краж или убийств, торговля людьми или наркотиками и так далее не означает достижение люмпенизованного состояния. Нравственная оценка общественного поведения данного индивидуума вторична, а отношение к средствам производства и участие в общественном разделении труда — первично в определении принадлежности к люмпенам.
Люмпенизация общества означает увеличение доли указанных групп в составе действительного населения и распространение психологии люмпенов в условиях роста социального неравенства при циклических экономических кризисах. Явление люмпенизации возможно только в условиях гражданского общества, поскольку на предшествующих этапах общественной жизни разнообразие существовавших общин или сословий удерживало входивших в них индивидуумов от превращения в изгоев общества даже на самых низших уровнях наличной социальной иерархии, а само по себе изгнание, исключение из данного сообщества являлось наказанием, равноценным смертной казни. Всякое гражданское общество постоянно создаёт люмпенов из своих членов в силу чисто экономических причин, обусловленных капиталистическим способом производства, из-за чего от люмпенизации населения не застрахована ни одна капиталистическая страна мира. В современной социологии маргинальными элементами называют лиц, находящихся на границе (margin) между гражданским и люмпенским состоянием в силу их способа существования или образа жизни, чреватых риском утраты постоянного источника личного дохода или средств к существованию. К таковым принадлежат занятые в низкооплачиваемых и низкоквалифицированных профессиях, страдающие различными зависимостями, представители запрещённых или преследуемых видов занятости или способов получения дохода, утратившие способность к труду или ограниченно трудоспособные, необразованные жители сельских поселений и малых городов, ведущие натуральное хозяйство.

### Эволюция понятия «люмпен» в СССР
Карл Маркс и Фридрих Энгельс придумали это слово в 1840-х годах и использовали его для обозначения бездумных низших слоёв общества, эксплуатируемых реакционными и контрреволюционными силами, особенно в контексте революций 1848 года. Они отвергли революционный потенциал люмпен-пролетариата и противопоставили его пролетариату. Согласно Марксу, отличительная черта этого класса — «бездумность», в неё можно включить также всех работников, работающих по принципу: «нам хлеба не надо, работу давай!» (человек осознаёт, что его труд не достаточно оплачиваем, но продолжает работать), «работа ради работы» (человек осознаёт бессмысленность своего труда, но бездумно работает) и т. д.
В связи с тем, что «бездумность пролетариата» по принципу «нам хлеба не надо, работу давай!», «работа ради работы» стала массовой в СССР, понятие с марксовского определения изменилось до Деклассированных элементов (при этом отрицался сам факт того, что, находясь в классе рабочих, человек может быть деклассирован — не думать об интересах класса, то есть быть люмпеном). Что в советской и постсоветской социологии — члены общества, которые не принадлежат ни к какому существующему социальному классу.
Советское определение: Люмпены — деклассированные элементы, люди без социальных корней, нравственного кодекса, готовые безрассудно повиноваться сильному, то есть обладающему в данный момент реальной властью.
Далее в России люмпены стали определяться как экономически деклассированные слои населения (бродяги, нищие, уголовные элементы и другие асоциальные личности). В типичном случае люмпен — это лицо, не имеющее никакой собственности и профессии, живущее случайными заработками или пользующееся государственными социальными пособиями в различных формах.